# Martin Landquist
Frans Martin Enar Landquist, född  21 augusti 1968 i Uppsala församling i Uppsala län, är en svensk musikproducent och låtskrivare som har gett ut tre skivor under pseudonymen Nåid. Landquist var tidigare bosatt i Spanien i tre år, men är nu tillbaka i Sverige igen.
Landquist har även bandet Peking Laundry med Martin Sköld från Kent och Snowracer med Dregen från Backyard Babies, Amir Chamdin från Infinite Mass och Brady Blade.
Han gjorde även en specialremix av sin låt "Better Day" som temamusik för Eurovision Song Contest 2000 i Stockholm.
Martin skrev även intro och vykortsmusiken till Eurovision 2016.
Sedan 2013 är Martin sajnad till BMG Scandinavia som låtskrivare. 
Sedan 2007 har musik till olika filmprojekt tagit mycket av hans tid men ett nytt album planeras under 2021.[uppföljning saknas]

## Filmmusik
- 1998 – Kärlek och hela alltihopa
- 2008 – Den gyllene stranden
- 2008 – Lögner
- 2010 – Tussilago
- 2012 – Våga minnas
- 2014 – Tommy
- 2017 – Det första fallet
- 2018 – Utrikesministern (film)